# Batis minima
Bátis-gabonês ou bátis-do-gabão (Batis minima) é uma espécie de ave da família Platysteiridae.
Pode ser encontrada nos seguintes países: Camarões, República Centro-Africana, Guiné Equatorial e Gabão.
Os seus habitats naturais são: florestas subtropicais ou tropicais húmidas de baixa altitude.
Está ameaçada por perda de habitat.